# Ялинки 2
«Ялинки 2» (рос. Ёлки 2) — російська новорічна кінокомедія 2011 року, продовження стрічки Ялинки (2010). У прокат в Україні та Росії вийшов 15 грудня 2011 року.

## Сюжет
Дія розгортається у 12 сім'ях із різних міст Росії. Деякі з них є продовженням першої частини стрічки.

## У ролях
- Іван Ургант — Борис Воробйов (племінник Землянікіна)
- Сергій Свєтлаков — Євген
- Сергій Безруков — капітан міліції Володимир Григорович Снєгірьов (позашлюбний син Юлії Снєгірьова і Григорія Землянікіна)
- Володимир Меньшов — Валерій Михайлович Гаврилов, рядовий співробітник авіації
- Гоша Куценко — людина в костюмі «Горинича», професор
- Віра Брежнєва — камео, в ролі самої себе
- Олена Плаксіна — Оля Кравчук, дівчина Бориса
- Галина Коньшина — мама Олі
- Микита Пресняков — Паша Бондарев, рядовий Президентського полку
- Сергій Ланбамін — Федя, продюсер Віри Брежнєвої
- Олександр Головін — сноубордист Дмитро Фоменко
- Олександр Домогаров-молодший — лижник Григорій Землянікіна
- Галина Стаханова — баба Маня
- Анна Хилькевич — потенційна дівчина сноубордиста
- Олексій Петренко — Григорій Землянікін
- Ірина Алферова — Юлія Снєгірьова
- Павло Баршак — Верхов, другий пілот літака
- Ірина Архипова — Оля, дружина Євгенія
- Олександр Робак — старший лейтенант Коровін, напарник Снєгірьова
- Петро Федоров — Миколай / Дід Мороз
- Лера Стреляева — Настя, донька Миколи
- Анна Чіповська — Лена, мама Насті
- Інга Оболдіна — тітка Катя, подруга мами Насті
- Віктор Вержбицький — Ігор Борисович Воробйов, брат Землянікіна, депутат
- Олексій Дмитрієв — охоронець депутата
- Роман Мадянов — співробітник ДПС